# Edvard Alin
Edvard Fabian Emanuel Alin, född 18 april 1859 i Hedemora landsförsamling, död 10 mars 1935 i Stockholm, var en svensk läkare.

## Biografi
Alin blev student 1878, medicine licentiat 1890 och medicine doktor i Uppsala 1893 på avhandlingen Om cervixskador under förlossningen (1892). Han var 1890–99 biträdande läkare och 1899–1901 överläkare vid barnbördshuset Pro Patria, 1900–06 docent i obstetrik och gynekologi vid Karolinska institutet, 1896–1911 biträdande läkare samt 1911–24 överläkare med professors namn vid Södra barnbördshuset i Stockholm samt direktör för samma inrättning. 
Alin publicerade flertal vetenskapliga uppsatser i olika tidskrifter och omarbetade dessutom Carl Magnus Groths och Frans Lindbloms Lärobok för barnmorskor (fjärde upplagan 1920) och Fredrik August Cederschiölds Lärobok för barnmorskor uti instrumentala förlossningskonsten. Alin utgav 1906–28 tidskriften "Jordemodern".
Han var från 1903 till sin död gift med Clara Rundqvist (1873–1936) och genom dottern Astrid (1909–2006) svärfar till Sten Grytt.